# La infiltrada
Pour plus de détails, voir Fiche technique et Distribution.
La infiltrada est un film dramatique espagnol réalisé par Arantxa Echevarría, sorti en 2024 en Espagne.
Le film reçoit le prix du meilleur film de la 39e cérémonie des Goyas qui se déroule le 8 février 2025 au Palais des Congrès de Grenade, ex aequo avec El 47 de Marcel Barrena.

## Synopsis
Le film présente le destin d'une policière infiltrée dans l'ETA.

## Présentation
Le film est basé sur une histoire vraie, celle de la policière Elena Tejada, qui infiltre dans les années 1990 l'organisation terroriste basque ETA.

## Fiche technique
Sauf indication contraire, les informations mentionnées dans cette section peuvent être confirmées par la base de données cinématographiques IMDb,  présente dans la section « Liens externes ».
- Titre : La infiltrada
- Réalisation : Arantxa Echevarría
- Scénario :
- Pays de production :  Espagne
- Format : couleur
- Genre : drame
- Date de sortie :
  - Espagne : 11 octobre 2024

## Distribution
- Carolina Yuste : Aranzazu Berradre
- Luis Tosar : Ángel Salcedo[4]
- Nausicaa Bonnín : Andrea

## Accueil critique
Le film reçoit trois nominations à la 12e cérémonie des Prix Feroz qui se déroule le 25 janvier 2025 au Parc des expositions de Pontevedra, en Galice, ainsi que 13 nominations aux Prix Goyas.

## Distinctions
- Prix du Círculo de Escritores Cinematográficos : meilleur film, meilleure réalisation (pour Arantxa Echevarría), meilleure actrice (pour Caroline Yuste)[7]
- Prix Goyas 2025 : 
  - meilleur film[8]
  - meilleure actrice (pour Carolina Yuste)[9]
- Reims Polar 2025 : Prix Police[10]